# Леонид Пасечник
Леонид Иванович Пасечник (рус. Леони́д Ива́нович Па́сечник, укр. Леонід Іванович Пасічник; Луганск, 15. март 1970) проруски је политичар из Украјине и актуелни шеф самопроглашене државе Луганске Народне Републике (ЛНР) од 21. новембра 2018. године. Претходно је обављао позицију министра државне безбедности од 2014. до 2017. године.
Пре почетка рата на истоку Украјине радио је за Службу безбедности Украјине (СБУ) у Луганској области као начелник одреда за борбу против кријумчарења и начелник одреда региона Стаханов.